# Holger Oehrens
Holger Oehrens (* 19. April 1942 in Hamburg; † 11. Juni 1996 in Bargfeld-Stegen) war ein deutscher Journalist und IM des Ministeriums für Staatssicherheit der DDR.

## Leben

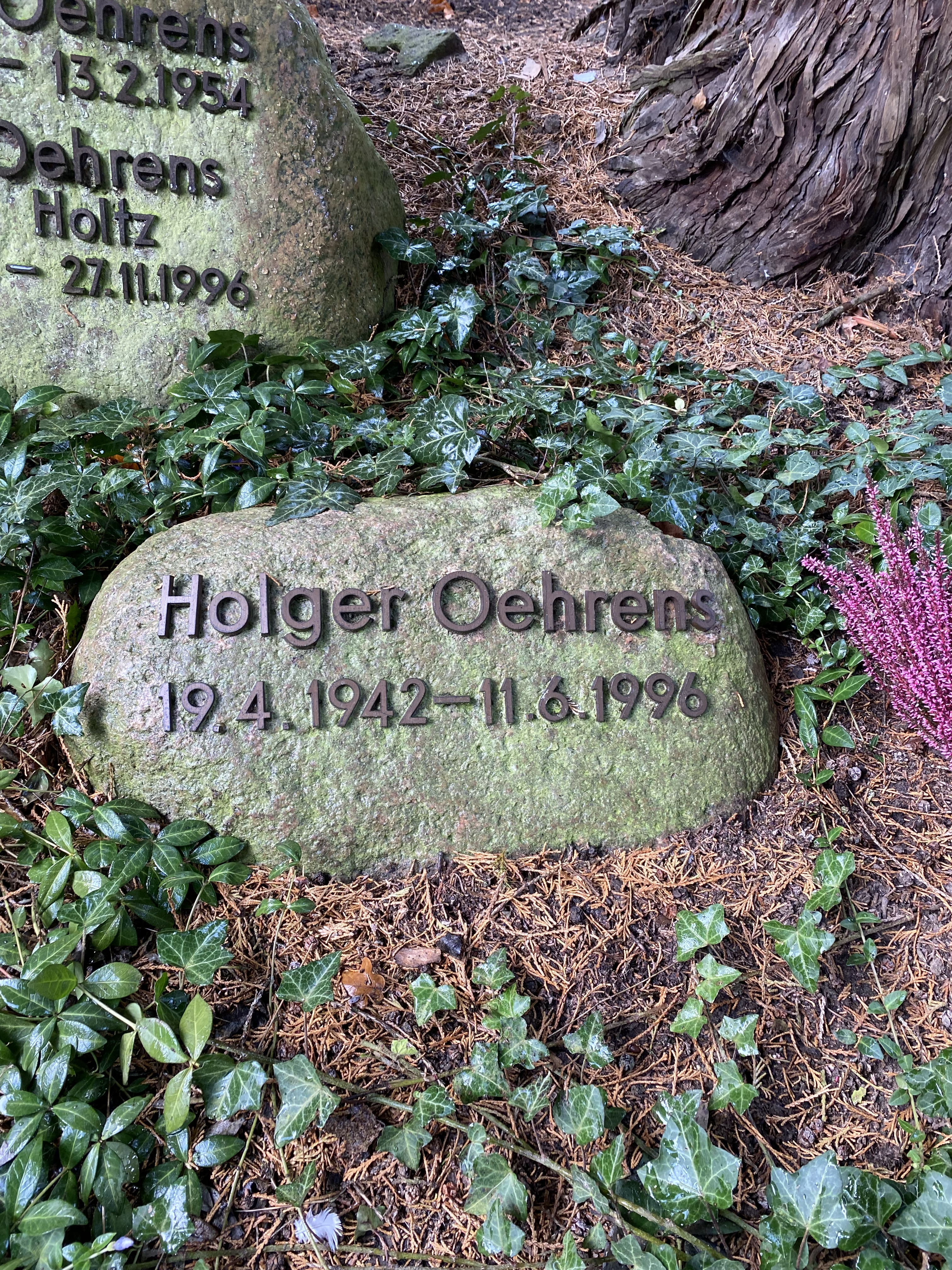
Grabstätte

Holger Oehrens arbeitete in Hamburg als Journalist für Presse und Fernsehen. Ab 1968 war er Redakteur der Zeitschrift konkret in Hamburg, ab 1970 war er beim Relaunch der Zeitschrift twen in München als Redakteur tätig und ab 1976 als Redakteur der Hamburger Morgenpost. Nach seiner Tätigkeit in der konkret-Redaktion war er beim Hessischen Rundfunk als Reisekorrespondent für die ARD tätig. Hier produzierte er unter anderem 1975 den Fernsehbeitrag „Mit Hammer und Zirkel“ über das Berufsbildungswesen der DDR. Die Produktion wurde vom Ministerium für Staatssicherheit der DDR beeinflusst und von der ARD gesendet. Für den Film erhielt Holger Oehrens 1976 den Jakob-Kaiser-Preis des Bundesministeriums für innerdeutsche Beziehungen. 1981 wechselte er zur Bild-Zeitung als fest angestellter Redakteur, wo er bis zu seinem Tode für die Hamburger Regionalausgabe die Umlandredaktion leitete.
Im Jahr 1992 wurde Oehrens als „IM Alf“ enttarnt. Während einer morgendlichen Hausdurchsuchung in der Redaktion der Hamburger Bild-Ausgabe wurden zahlreiche Unterlagen beschlagnahmt und Oehrens verhaftet. Nach kurzer Untersuchungshaft wurde er zu einer Geldbuße zugunsten einer gemeinnützigen Organisation verurteilt. Oehrens starb aus unbekannten Gründen am 11. Juni an den Folgen eines ungeklärten Verkehrsunfalls in Bargfeld-Stegen (Kreis Stormarn) und wurde auf dem Nienstedtener Friedhof beigesetzt.  
Während seiner Zeit als Bild-Redakteur teilte sich Oehrens sein Büro mit dem Kollegen Andreas Jost. Auch Jost wurde in den 1990er-Jahren als Stasi-IM enttarnt und zu einer Haftstrafe verurteilt. Jost, der nach seiner Zeit bei Bild für Sat.1 und RTL arbeitete, starb nach seinem Gefängnisaufenthalt bei einem unaufgeklärten Verkehrsunfall in Luxemburg. Es gilt als unwahrscheinlich, dass Oehrens und Jost von der Stasi-Tätigkeit des jeweils anderen wussten.